# Badpakje 46
Badpakje 46 is een Vlaamse kortfilm uit 2010, geregisseerd door Wannes Destoop. De kortfilm won verschillende prijzen.

## Verhaal
Chantal, een mollig meisje van 12, heeft het moeilijk om haar weg te vinden in het leven. In haar omgeving merkt ze dat molligheid een issue is. Ze draagt haar eenzaamheid met stijl, doordat ze rustig en gracieus is. De enige die haar wat steunt, is haar stiefvader. Chantals moeder kan namelijk - hoewel vol goede bedoelingen - haar puberende dochter niet aan. Waar Chantal zich wel thuis voelt, is in het zwembad. Ze traint hard om goed te presteren in de komende zwemwedstrijd. Wanneer Chantal een zwembril nodig heeft, zet ze alles op alles om die te verkrijgen. Toch lopen heel wat zaken mis als ze deze zwembril wil bemachtigen.

## Rolverdeling
| Acteur            | Personage  |
| ----------------- | ---------- |
| Janis Vercaempst  | Chantal    |
| Lies Pauwels      | Anita      |
| Kenneth Vanbaeden | Joeri      |
| Johan Heldenbergh | Pascal     |
| Wim Opbrouck      | zwemleraar |

De muziek bij de film wordt gebracht door de Gentse groep Amatorski.

## Onderscheidingen
Wannes Destoop won met deze film de ereprijs Franciscus Pycke aan het KASK. Tevens behoorde hij tot de vier uitverkorenen voor het filmfestival van Gent. Verder won de film volgende prijzen:
- Nominatie Canvasprijs voor beste fictiefilm
- Grote ongeduld 2010
- Officiële selectie Internationaal Kortfilmfestival Leuven 2010
- Ciné Privé 2010
- Officiële selectie Ciné Public 2010
- Jury Prize Filmfestival van Cannes 2011